# Jan Frayer
Jan Frayer (Freyer) – major w powstaniu kościuszkowskim, regimentskwatermistrz Gwardii Konnej Koronnej od 1773 roku.